# 杏城
杏城是中国古代城名、镇名。在今陕西省黄陵县西南。
传说汉朝将领韩胡伐杏树建栅栏，抗击北狄，所以叫杏城。十六国前秦设立杏城镇。苻坚建元元年（365年），在杏城镇击破匈奴右贤王曹毂、左贤王刘卫辰。北魏太平真君六年（445年），卢水胡盖吴在此起事。魏孝文帝太和十五年（491年）废除杏城镇，杏城作为东秦州治所。后为北华州治所。西魏、北周成为鄜州、中部县的治所。